# Il fantasma dell'Opera (film 1916)
Il fantasma dell'Opera è un film drammatico muto del 1916 diretto da Ernst Matray e tratto dall'omonimo romanzo di Gaston Leroux.
Il film, conosciuto anche come Das Gespent im Opernhaus(lett. Il Fantasma nel teatro dell'opera) fu il primo adattamento tratto dall'omonimo romanzo. 

## Trama
Nella Parigi nel 1880, la bellissima cantante lirica Christine viene catturata e trattenuta contro la sua volontà dal famigerato "fantasma dell'opera", sarà poi liberata da Raul con l'aiuto del Persiano. 

## Produzione
Le riprese del film avvennero in Germania nell'autunno del 1915.
La prima si tenne(probabilmente) a Berlino, a febbraio del 1916, il film ancora conosciuto come "Das Phantom der Oper", avrebbe poi cambiato nome in "Das Gespenst im Opernhaus"(lett. Il Fantasma nel teatro dell'opera) per ragioni sconosciute. 
La sceneggiatura venne scritta da Greta Schröder, che divenne qualche anno dopo moglie del regista Ernst Matray.
Il film durava 76 minuti (16 fotogrammi al secondo, 5 rulli ed una lunghezza totale di 1381 metri).
In questo film, a differenza di molti altri adattamenti appare la figura del 

## Distribuzione
Il film venne distribuito in Germania nel febbraio 1916.
Oggi non rimangono né copie, né fotografie di scena, ma rimangono disponibili due poster e pubblicità dell'epoca, oltre che una recensione completa dedicata al film. 

## Curiosità
- Il regista del film, Ernst Matray recita nel film, probabilmente nella parte di Raul o del Persiano.
- Il film risulta totalmente perduto, ma esistono ancora dei manifesti dell'epoca
- A differenza del romanzo, tutta la storia, non sembra non ambientarsi nell'Opéra Garnier, come si evince da una recensione dell'epoca.
- A differenza del romanzo originale Erik, il Fantasma muore in un'esplosione verso la fine del film.
- Nils Olaf Chrisander è di fatto il primo attore ad aver interpretato il ruolo del Fantasma, nove anni prima di Lon Chaney ne Il fantasma dell'Opera (film 1925).